# 英瓦尔·埃里克森
英瓦尔·埃里克森（丹麥語：Ingvald Eriksen，1884年9月3日—1961年1月28日），生于欧登塞，丹麦男子竞技体操运动员。他曾代表丹麦获得1912年夏季奥运会体操比赛男子团体瑞典式银牌。